# Нижньоянактаєво
Нижньоянакта́єво (рос. Нижнеянактаево, башк. Түбәнге Янаҡтай) — присілок у складі Балтачевського району Башкортостану, Росія. Входить до складу Верхньоянактаєвської сільської ради.
Населення — 89 осіб (2010; 101 у 2002).
Національний склад:
- марійці — 69 %
- башкири — 30 %